# اللغة القبجاقية
اللغة القبجاقية (أو القفجاقية) هي إحدى اللغات الأتراكية المنقرضة وهي الأصل المشترك للفرع القبجاقي من اللغات الأتراكية.
تشمل اللغات المتفرعة عن لغة القبجاق غالبية اللغات الأتراكية المتحدث بها اليوم في أوروبا الشرقية والقوقاز، حيث كانت لغة القبجاق والكومان بمثابة لغة مشتركة في الأراضي الخاضعة لحكم القبيلة الذهبية المنغولية.
القسم الشرقي من القبائل الكومانية القبجاقية الذين عاشوا في شمال كازاخستان في القرن العاشر الميلادي، هاجروا إلى أوروبا في وقت لاحق. إلا أن الكازاخستانيون أو الكازاخ يعتبرون من بقايا القبجاق في تلك المنطقة (كازاخستان)، لذلك تنبع لغتهم من شكل أكثر عزلة من الصورة القديمة للغة القبجاقية.
كما أن عدد آخر من الشعوب تبنى القبجاقية في زمن القبيلة الذهبية كالتتار والتتار السيبيريون والبلقار وشعب القراشاي والقوموق وشعب الكومان (عرفوا لاحقا بتتار القرم ) وشعب الباشكير والنخبة الأرستقراطية من المنغول.